# Pantalla blava de la mort

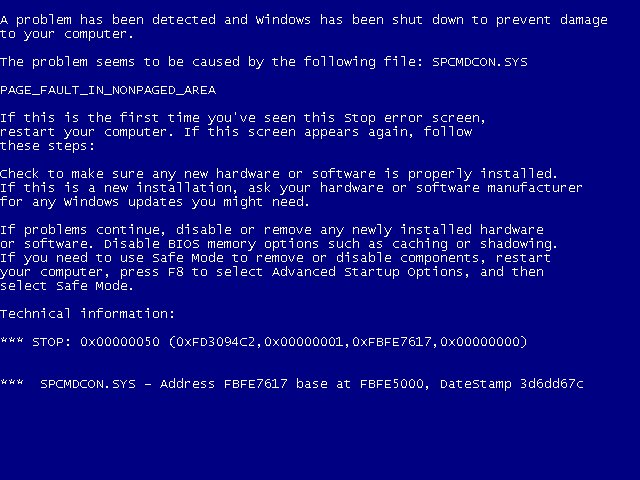
Una Pantalla Blava de la Mort com es veu a XP, Vista, i 7

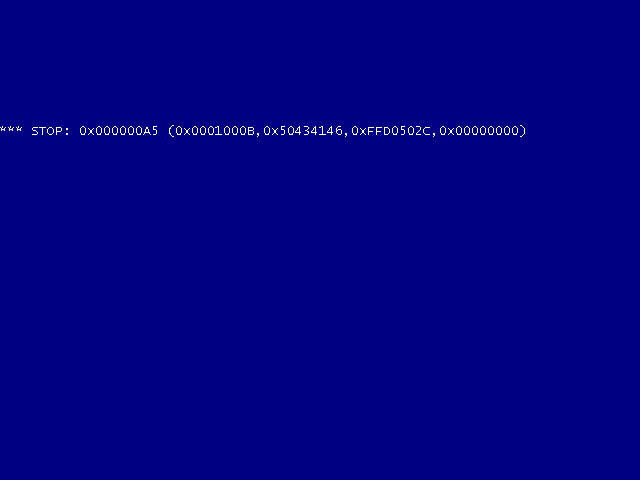
Una Pantalla Blava de la Mort amb una única línia d'error com es veu a Windows Vista, i que és un error relacionat amb l'ACPI

La pantalla blava de la mort (també coneguda simplement com a pantalla blava o error d'aturada, o per les seves sigles en anglès BSoD -anglès: Blue Screen of Death-), és un col·loquialisme usat per als errors de pantalla mostrats pels sistemes operatius Microsoft Windows i ReactOS, després de trobar-se amb un error del sistema crític que pot provocar que el sistema s'apagui per així evitar danys irreversibles en la integritat del sistema. Serveix per presentar la informació amb finalitats de diagnòstic que es recullen tant com el sistema operatiu emet un error de verificació.

## Història
Els BSoD han estat presents a Windows NT 3.1 (la primera versió de la família Windows NT, publicada el 1993) i tots els sistemes operatius Windows alliberats després. (Vegeu Història de Microsoft Windows.) Els BSoD poden ser causats per controladors de dispositius mal escrits o per un mal funcionament del maquinari, com ara memòries defectuoses, problemes de subministrament d'alimentació, sobreescalfament de components o més enllà dels límits d'especificació. A l'era de Windows 9x, les DLL o errors incompatibles del nucli del sistema operatiu també podrien provocar BSoD. A causa de la inestabilitat i la manca de protecció de memòria a Windows 9x, les BSoD eren molt més comunes.

## Atribució incorrecta

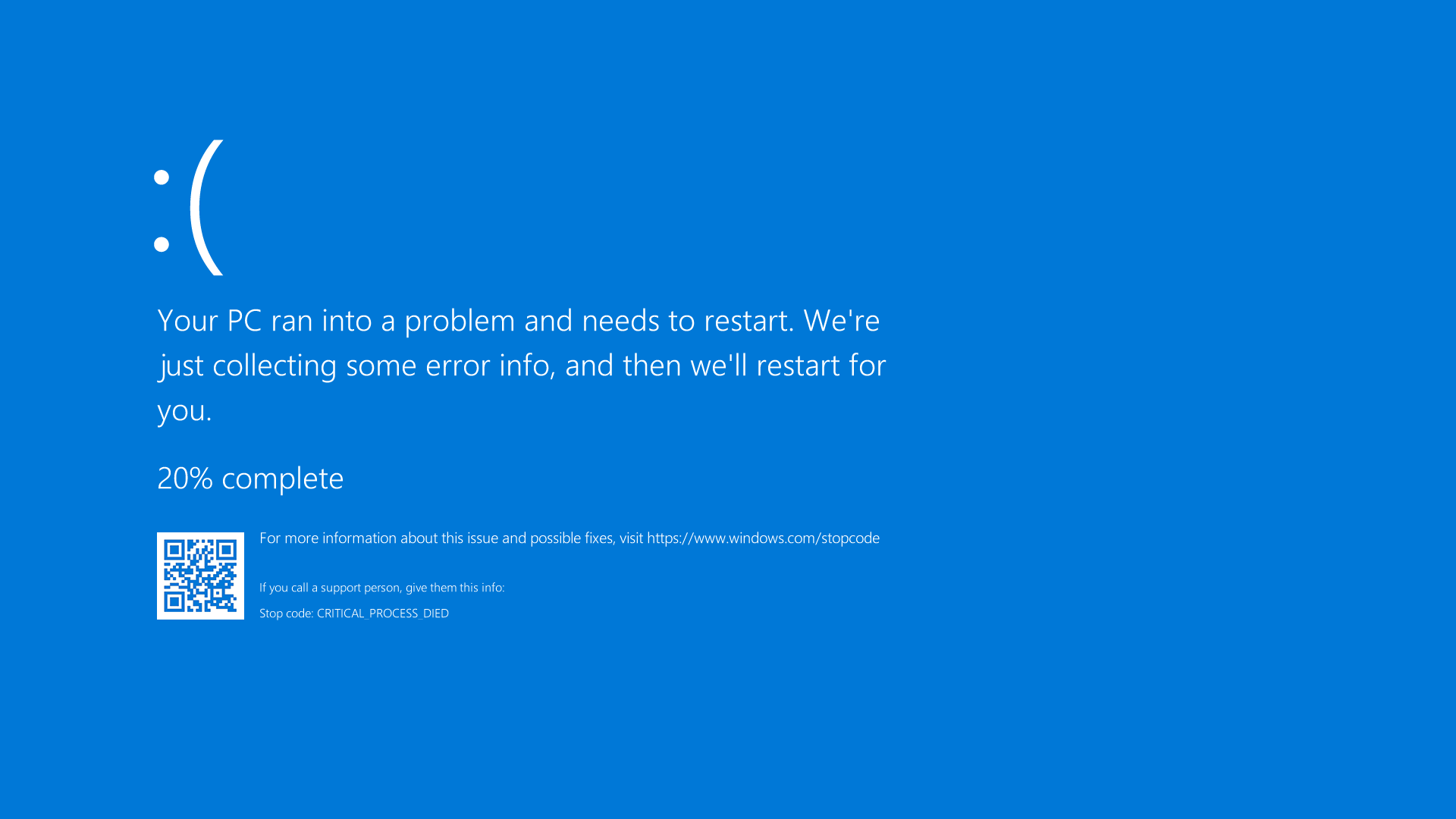
La pantalla blava de la mort al Windows 10, que inclou una emoticona trista I un code QR per a la solució ràpida de problemes

El 4 de setembre de 2014, diverses revistes en línia, incloent Business Insider, DailyTech, Engadget, Gizmodo, Lifehacker, Neowin, Softpedia, TechSpot, The Register, i The Verge van atribuir la creació de la Blue Screen of Death a Steve Ballmer, antic CEO de Microsoft, tot citant una font que no ho diu: Un article de l'empleat de Microsoft Raymond Chen, titulat "Qui va escriure el text del diàleg Ctrl + Alt + Del a Windows 3.1?" L'article tractava sobre la creació del primer gestor de tasques rudimentari de Windows 3.x, que compartia similituds visuals amb un BSoD. En un seguiment del 9 de setembre de 2014, Raymond Chen es va queixar d'aquest error generalitzat, va assumir la responsabilitat de revisar el BSoD a Windows 95 i va revisar BGR.com per haver "fabricat completament un escenari i presentar-lo com a real". Engadget va actualitzar posteriorment el seu article per corregir l'error.

## Formats
Inicialment, els BSoD mostraven text platejat sobre un fons blau reial amb informació sobre els valors actuals de la memòria i dels registres. A partir del Windows Server 2012 (llançat al setembre de 2012), Windows va adoptar un fons blau cel. Les versions anteriors de Windows 11 utilitzaven un fons negre, que va ser canviat a blau fosc a partir de la compilació 22000.348 i després de nou a negre des de la compilació 26120.3653. Les compilacions prèvies de Windows 10, Windows 11 i Windows Server (disponibles en el programa Windows Insider) tenen un fons verd fosc en lloc de blau. Windows 3.1, 95 i 98 admeten la personalització del color de pantalla, mentre que en la família Windows NT el color està codificat de manera fixa.
Windows 95, 98 i Me mostren els seus BSoD en mode text 80×25 amb una resolució de pantalla de 720×400. Els BSoD en la família Windows NT inicialment utilitzaven mode text 80×50 amb una resolució de pantalla de 720×400, però es van canviar a utilitzar una resolució de pantalla de 640×480, començant pel Windows 2000 i fins al 7. Els BSoD en Windows 8 i Windows Server 2012 es mostren en resolucions més altes que en les versions anteriors de Windows, on s'utilitza la resolució de pantalla més alta disponible en màquines UEFI. En màquines BIOS obsoletes utilitzen la resolució 1024×768 per defecte, però també es poden configurar per utilitzar la resolució més alta disponible (usant el paràmetre 'highestmode' en les dades de configuració d'arrencada).
Windows 10 compilació 14316 i versions superiors utilitzen el mateix format que Windows 8, però inclouen un codi QR que condueix a una pàgina web de suport de Microsoft que intenta ajudar els usuaris a resoldre el problema pas a pas. Aquest format es va mantenir en Windows 11, però la compilació 26120.3653 modifica el disseny per a que s'adapti més a la interfície d'usuari de Windows 11, eliminant el codi QR entre altres canvis.
Els errors Stop es poden comparar amb els errors de pànic del nucli en macOS, Linux i altres sistemes semblants a Unix, així com amb les comprovacions d'errors en OpenVMS. L'aprenentatge de la diagnosi de BSOD no només fa que un especialista sigui millor en la resolució de problemes, sinó que també aprofundeix en la comprensió de com Windows gestiona els recursos de maquinari, memòria, processos i controladors.
Un cas famós de BSoD de Windows 9x va ocórrer durant una presentació de la versió beta de Windows 98, que va ser conduïda per Bill Gates a COMDEX el 20 d'abril de 1998: el PC de demostració es va congelar amb un BSoD quan el seu assistent Chris Capossela va connectar un escàner al PC per demostrar el suport de dispositius Plug and Play en Windows 98. Aquest esdeveniment va provocar aplaudiments de la multitud i Gates va respondre (després d'una pausa nerviosa): «Per això encara no distribuïm Windows 98».